# Cortisone
Cortisone (/ˈkɔːrtɪsoʊn/ or /ˈkɔːrtɪzoʊn/), (hay còn gọi là 17α, 21-dihydroxypregn-4-ene-3,11,20-trione), là một pregnane (21-carbon) hormone steroid. Đây là một trong những hormone chính được phóng thích bởi tuyến thượng thận để đáp ứng với stress (căng thẳng). Trong cấu trúc hóa học, nó là một corticosteroid quan hệ gần với cortisol. Nó được sử dụng để điều trị một số bệnh tật khác nhau bằng đường tĩnh mạch, đường uống, vào khớp xương, hoặc xuyên qua da. Cortisone ức chế hệ miễn dịch, do đó làm giảm viêm và đau nhói và sưng ở vết thương. Có những phản ứng phụ đưa tới những nguy cơ khi dùng, đặc biệt khi sử dụng lâu dài cortisone.

## Ảnh hưởng và sử dụng
Cortisone, một loại glucocorticoid, và adrenaline là các hoocmon chính được phóng thích bởi cơ thể như một phản ứng đối với stress. Chúng nâng cao huyết áp và chuẩn bị cơ thể cho một đáp ứng chiến đấu hay chạy trốn.
Một mũi tiêm cortisone cũng có thể được sử dụng để làm giảm cơn đau ngắn hạn và làm bớt sưng từ viêm khớp xương, gân, hoặc bao hoạt dịch (bursa) ở các khớp của đầu gối, khuỷu tay và vai  và vào một xương cụt bị gãy.
Cortisone cũng có thể được sử dụng để cố tình ức chế phản ứng miễn dịch ở những người bị bệnh tự miễn dịch hoặc theo sau việc ghép tạng để tránh phản ứng cấy ghép. 
Sự ức chế của hệ thống miễn dịch cũng có thể quan trọng trong điều trị các tình trạng viêm.
Cortisone cũng được sử dụng bởi các bác sĩ da liễu để điều trị sẹo lồi , làm giảm các triệu chứng của bệnh chàm và bệnh viêm da dị ứng  và ngăn chặn sự phát triển sarcoidosis. 